# Inzá (ort)
Inzá är en ort i Colombia.   Den ligger i departementet Cauca, i den centrala delen av landet, 300 km sydväst om huvudstaden Bogotá. Inzá ligger 1 712 meter över havet och antalet invånare är 2 972.
Terrängen runt Inzá är bergig västerut, men österut är den kuperad. Runt Inzá är det ganska glesbefolkat, med 35 invånare per kvadratkilometer. Närmaste större samhälle är Belalcazar, 13,9 km nordost om Inzá. I omgivningarna runt Inzá växer i huvudsak städsegrön lövskog.